# Macratria hungarica
Macratria hungarica is een keversoort uit de familie snoerhalskevers (Anthicidae). De wetenschappelijke naam van de soort is voor het eerst geldig gepubliceerd in 1873 door Clemens Hampe.